# Ouhoumoudou Mahamadou

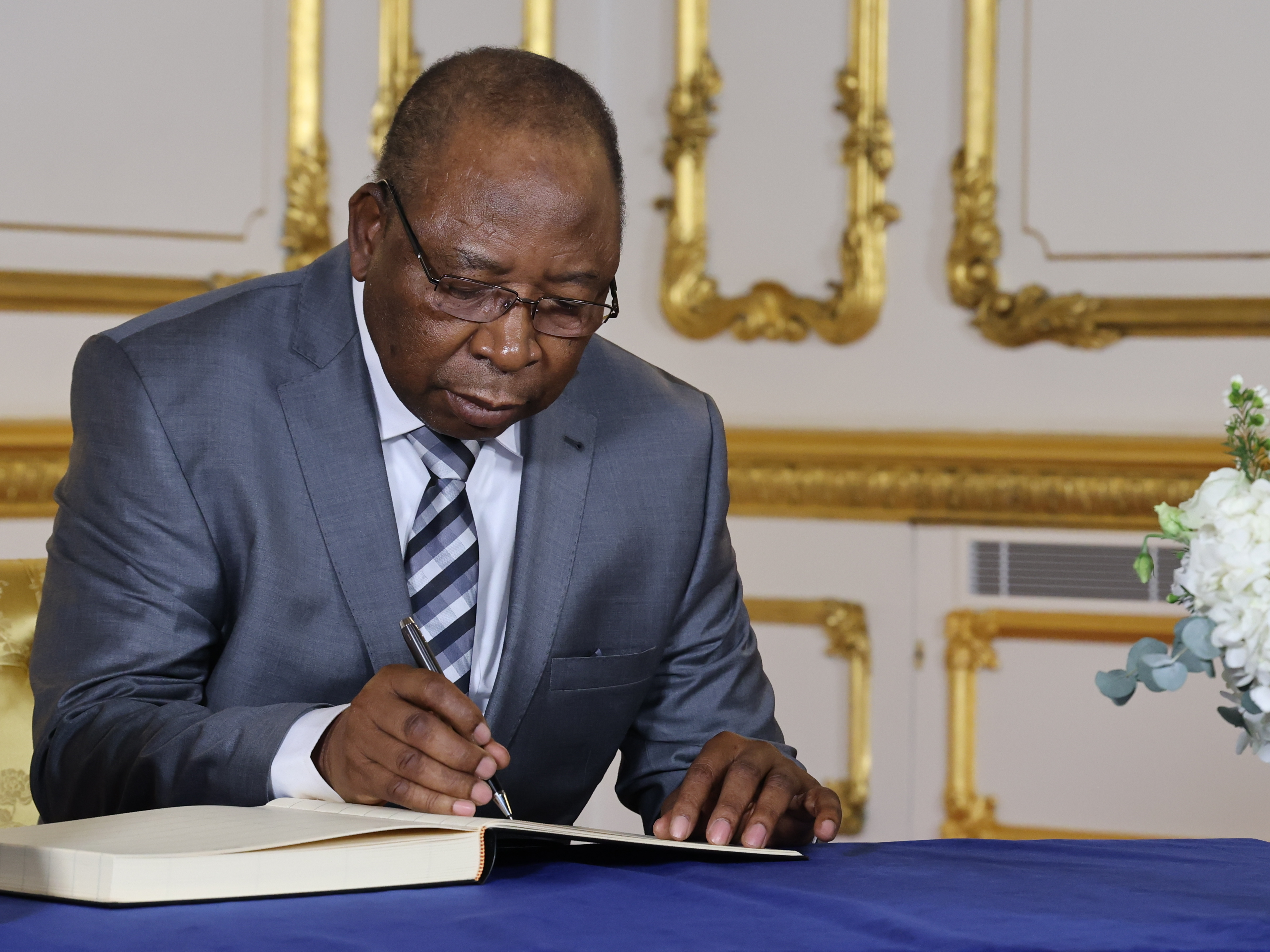
Ouhoumoudou Mahamadou (2022)

Ouhoumoudou Mahamadou (* 1954 in Amaloul Nomade) ist ein nigrischer Politiker. Er war von 2011 bis 2012 Finanzminister Nigers und war 2021 bis 2023 Premierminister Nigers.

## Leben
Ouhoumoudou Mahamadou besuchte von 1961 bis 1967 die Grundschule in Affala in der Nähe seines Geburtsorts. Anschließend ging er auf das Lycée Issa Korombé in der Hauptstadt Niamey, das er 1974 mit einem Baccalauréat abschloss. Er studierte Managementwissenschaft an der Universität Lomé in Togo, mit Studienaufenthalten an der Universität Le Mans und der Universität Rennes in Frankreich sowie in Minnesota. Er schloss seine Ausbildung mit einer Maîtrise in Wirtschaftswissenschaft, einem Diplôme d’études supérieures spécialisées in Management und Betriebswirtschaftslehre, einem Diplom in höherem Rechnungswesen und einem Zeugnis für öffentliche Verwaltung und Politikanalyse ab.
Nach seiner Rückkehr nach Niger begann Mahamadou 1979 eine Laufbahn bei staatlichen Betrieben. Er wirkte von 1987 bis 1991 als Generaldirektor des Staatsunternehmens Société Nigérienne du Charbon d’Anou Araren (SONICHAR). Die SONICHAR betrieb seit 1981 bei Anou Araren die einzige Steinkohlemine Nigers. Mit ihren Erträgen wurde ein Kohlekraftwerk unterhalten, das in erster Linie der Stromversorgung für den Uranabbau in Arlit diente. Ouhoumoudou Mahamadou gehörte 1990 zu den Gründungsmitgliedern der Nigrischen Partei für Demokratie und Sozialismus (PNDS-Tarayya), in deren Exekutivkomitee er seit 1991 saß. Im selben Jahr wurde er zunächst Generaldirektor der Landwirtschaftsbehörde Office des Produits Vivriers du Niger (OPVN). Schließlich wurde er am 7. November 1991 als Minister für Bergbau, Energie, Industrie und Handwerk in die Übergangsregierung von Premierminister Amadou Cheiffou berufen. In dieser Funktion wurde er mit der Bildung einer neuen Regierung unter Staatspräsident Mahamane Ousmane am 23. April 1993 von Foumakoye Gado als Minister für Bergbau und Energie und Effad Emoud als Minister für Industrie und Handwerk abgelöst.
Mahamadou war von 1993 bis 1998 bei der Westafrikanischen Wirtschaftsgemeinschaft (CEDEAO) als für Verwaltung und Finanzen zuständiger stellvertretender Exekutivsekretär tätig. Von 2003 bis 2006 arbeitete er als Repräsentant vor Ort der US-Behörde United States African Development Foundation. Er wurde bei den Parlamentswahlen von 2011 im Wahlkreis Tahoua für den PNDS-Tarayya als Abgeordneter in die Nationalversammlung gewählt. Nach der Wahl seines Parteifreundes Mahamadou Issoufou zum Staatspräsidenten Nigers wurde Ouhoumoudou Mahamadou als Finanzminister in dessen erste, am 21. April 2011 gebildete Regierung berufen. Die Opposition forderte seinen Rücktritt als Finanzminister, nachdem ihm vorgeworfen wurde, bei der Vergabe von Regierungsaufträgen unangemessen gehandelt zu haben. Staatspräsident Issoufou, der sich die Bekämpfung der Korruption auf die Agenda gesetzt hatte, ernannte am 2. April 2012 Gilles Baillet zum neuen Finanzminister. Die Regierung nannte für die Umbildung technische Gründe und wies die Korruptionsvorwürfe zurück.
Ouhoumoudou Mahamadou arbeitete von 2012 bis 2015 als Direktor der Bank Banque Internationale pour l’Afrique au Niger (BIA Niger). Von 2015 bis 2020 wirkte er als Kabinettschef im Ministerrang von Staatspräsident Mahamadou Issoufou. Bei den Parlamentswahlen von 2020 wurde er erneut als Abgeordneter in die Nationalversammlung gewählt. Der bei den Präsidentschaftswahlen von 2021 zum Staatspräsidenten gewählte Mohamed Bazoum, ebenfalls ein Mitglied des PNDS-Tarayya, ernannte Ouhoumoudou Mahamadou am 3. April 2021 in der Nachfolge von Brigi Rafini zum Premierminister.
Bazoums Regierung wurde beim Militärputsch am 26. Juli 2023 abgesetzt. Ouhoumoudou Mahamadou hielt sich zum Zeitpunkt des Putsches in Rom auf und ging später nach Paris. Er erklärte, weiterhin der legitime Premierminister Nigers zu sein. Die Militärjunta Nationaler Rat für den Schutz des Vaterlandes bestimmte am 7. August 2023 Ali Lamine Zeine zum neuen Premierminister.

## Ehrungen
- Großoffizier des Nationalordens Nigers
- Offizier der Ehrenlegion[1]